# Lenguas de la Costa Rai
Las lenguas de Costa Rai son una familia lingüística de las lenguas de Madang que a su vez es parte de las lenguas trans-neoguineanas de Nueva Guinea.
Sidney Herbert Ray identificó como grupo filogenético lo que actualmente se llaman lenguas de Costa Rai en su trabajo de campo de 1919. Estas lenguas fueron relacionadas con las lenguas mabuso en 1951 por Arthur Capell y por tanto fueron consideradas parte de su la familia Madang.

## Lenguas de la familia
Aunque la validez de las lenguas de Costa Rai como grupo filogenético se considera bien establecida, todavía existe cierto debate sobre su clasificación interna. Malcolm Ross añadió al grupo dos lenguas más, el tauya y el biyom. Además este mismo autor considera que las lenguas kalam son el grupo más cercanamente emparentado a las lenguas de Costa Rai, sugiriendo de hecho que podrían considerarse como otra rama de la misma subfamilia.
- Lenguas de Costa Rai
  - Rama mindjim: Anjam (Bom), Bongu, Male, Sam (Songum)
  - Yaganon rama: Ganglau, Saep, Yabong, Dumun (extinct), ?Bai-Maclay (extinto)
  - Evapia
    - Kow: Asas, Sinsauru
    - Dumpu
    - Kesawai, Sausi

  - Peka: Danaru, Sumau, Urigina, Sop (Usino)
  - Nuru: Duduela (Uyajitaya), Ogea (Erima), Jilim, Kwato, Rerau, Uya (Usu), Yangulam
  - Kabenau: Arawum, Kolom (Migum), Lemio, Pulabu, Siroi

Dentro de las lenguas de Costa Rai pendientes de clasificación están el Wasembo, el biyom y el tauya. Ross (2000, 2005) reconstruyó el sistema pronominal para el proto-sub-Rai (que es más o menos sinónimo del proto-Costa-Rai), el proto-mindjim, el proto-yaganon y el proto-kow–usino.